# Osmomètre
L'osmomètre est un appareil électronique ou un dispositif expérimental permettant de mesurer la concentration osmotique d'une solution, d'un colloïde ou d'un composé chimique. 
L'osmomètrie peut être basée sur différentes techniques de mesure physique.

## Dispositif de membrane semi-perméable

Dispositif de membrane semi-perméable

Dans ce type d'osmomètre, l'osmolarité est déterminée par la comparaison de la pression osmotique entre deux solutions d’un même solvant. 
Il existe deux types d'osmomètre par membrane : celui de Dutrochet et celui de Pfeffer.
Deux solutions, une de solvant pur, et une de solvant pur + soluté (un sel par exemple) sont séparées par une membrane semi-perméable (laisse passer l'eau, mais pas le soluté). La pression, en raison du phénomène d'osmose, sera plus élevée du côté de la solution ne contenant pas de soluté. Cette différence de pression se mesure en comparant la montée de l'eau dans des capillaires placés au sommet de chacun des deux compartiments (la solution monte plus haut là où la pression est la plus élevée). Cette différence de pression donne accès à la concentration de la solution contenant le soluté.

## Mesure du point de congélation
La concentration d'une solution modifiant la température de congélation, la mesure de l'osmolarité (ou osmolalité) est calculée d'après la mesure du point de congélation. 
Un appareil basé sur ce principe est nommé osmomètre cryoscopique. Utilisé dans le domaine de l'industrie ou de l'analyse biomédicale, les appareils actuels de ce type permettent d'analyser des échantillons de faible volume (de l'ordre de 0,2 ml à 20 μl), de manière automatique, en quelques minutes, avec un intervalle d'erreur réduit (par exemple, de l'ordre de 0,005% soit ±2mmol.kg pour une solution <400 mmol.kg).

## Mesure de pression de vaporisation
La concentration osmotique modifiant la pression de vapeur saturante, la mesure d'osmolarité est calculée d'après la mesure de cette pression.